# ジェニファー・サー
ジェニファー・“ジェン”・サー（Jennifer (Jenn) Suhr、1982年2月5日 - ）は、アメリカ合衆国の棒高跳選手。2012年ロンドンオリンピックの金メダリスト。ニューヨーク州シャトークア郡フレドニア出身。2010年1月にコーチのリック・サーと結婚した。旧姓はスタチンスキ（Stuczynski）。

## 経歴
サーは、6歳からソフトボールをはじめ、9歳からは祖父に連れられゴルフも始めた。高校ではソフトボールのほか、バスケットボール、サッカー、陸上にも取り組み、2000年にはシニアの部でニューヨーク州の五種競技のチャンピオンに輝いている。
サーは、ロチェスターのロバーツ・ウェスレアン大学に進学し、大学ではバスケットボールと陸上に取り組んだ。バスケットボールでは、2003年から2004年のシーズンにNCCAA（全米キリスト教系大学体育協会）の全国大会に出場を果たす。ロバーツ・ウェスレアン大学では、バスケットボールで1819得点の大学新記録、さらに陸上でも100mハードル、400mハードル、やり投、走高跳の大学新記録を樹立して卒業した。
サーは、大学在学中の2005年に棒高跳で全米室内選手権に出場し4m35で優勝を果たすと2006年にはほとんど毎大会で自己ベストを更新していき、ステーシー・ドラギラに次ぎ米国歴代2位の記録（4m68）を出すに到った。同年には4m55で全米選手権を初制覇し、ワールドアスレチックファイナルでも3位入賞を果たしている。
2007年5月には、ドラギラが持っていたアメリカ記録を1cm更新する4m84を記録した。6月には、ロシアのスベトラーナ・フェオファノワと並ぶ4m88の世界歴代2位タイ記録を樹立した。サーはこの記録を成功させた後、バーをエレーナ・イシンバエワが持つ5m02の世界記録の高さまで上げたが、惜しくもクリアすることは出来なかった。
2008年5月には、4m90のアメリカ新記録世界歴代2位の記録を達成した。サーは再び5m02の世界新記録を目指すが、クリアすることは出来なかった。7月6日のオリンピック代表を選考する全米選手権では4m92のアメリカ新記録でオリンピック出場を決めた。7月25日にはロンドンでイシンバエワと対戦、サーの記録は4m81で、イシンバエワの4m93に及ばなかったものの両者とも5m04の世界新記録に挑むといったシーンが見られた。
そして北京オリンピックでは、サーは4m55からスタートすると4m80まで成功させた。一方のイシンバエワも4m70からスタートし1回で成功している。この時点で金メダルは2人に絞られた。4m85をイシンバエワは1回で成功させると、サーはこの高さをパス。次の4m90、イシンバエワはパスした。しかしサーはこの高さを3回とも失敗し、サーの銀メダルが確定した。イシンバエワは4m95を成功させ、5m05にバーを上げるとこの高さを3回目にクリア、2大会連続の世界新記録による金メダルとなった。
2012年8月のロンドン五輪では、イシンバエワやキューバのヤリスレイ・シルバらを抑えて初優勝を果たした。
2013年3月2日、アメリカ室内選手権においてイシンバエワの持っていた世界室内記録を1cm上回る5m02をクリアし、女子選手では史上2人目となる5mボールターとなった。

## 自己ベスト
- 棒高跳（屋外） - 4m92 (2008年)
- 棒高跳 （室内）- 5m03 (2016年)　世界室内記録

## 主な実績
| 年   | 大会                               | 場所                         | 種目   | 結果 | 記録 |
| ---- | ---------------------------------- | ---------------------------- | ------ | ---- | ---- |
| 2006 | IAAFワールドアスレチックファイナル | シュトゥットガルト(ドイツ)   | 棒高跳 | 3位  | 4m60 |
| 2006 | IAAFワールドカップ                 | アテネ(ギリシャ)             | 棒高跳 | -    | NM   |
| 2007 | 世界陸上選手権                     | 大阪(日本)                   | 棒高跳 | 10位 | 4m50 |
| 2008 | 世界室内陸上選手権                 | バレンシア(スペイン)         | 棒高跳 | 2位  | 4m75 |
| 2008 | オリンピック                       | 北京(中華人民共和国)         | 棒高跳 | 2位  | 4m80 |
| 2011 | 世界陸上選手権                     | 大邱(韓国)                   | 棒高跳 | 4位  | 4m70 |
| 2012 | オリンピック                       | ロンドン(イギリス)           | 棒高跳 | 1位  | 4m75 |
| 2013 | 世界陸上選手権                     | モスクワ(ロシア)             | 棒高跳 | 2位  | 4m82 |
| 2016 | 世界室内陸上選手権                 | ポートランド(アメリカ合衆国) | 棒高跳 | 1位  | 4m90 |